# Samuel Chukwueze
Samuel Chukwueze, né le 22 mai 1999 à Umuahia au Nigeria, est un footballeur international nigerian qui joue au poste d'ailier à l'AC Milan.

## Biographie

### En club

#### Enfance
Samuel Chukwueze est né le 22 mai 1999 à Umuahia, dans le sud du Nigeria. Il est d'origine igbo et a grandi dans une famille chrétienne avec un frère cadet et une sœur cadette. À l'âge de 8 ans, il commence le football, à l'époque son idole était la légende nationale : Jay-Jay Okocha.

#### Villareal CF (depuis 2018)
En 2017, il est repéré par les scouts de Villarreal CF dans son club local de la Diamond Football Academy. 
Il est initialement assigné à l'équipe Juvenil A, mais il fait ses débuts avec l'équipe réserve le 15 avril 2018, face au CE Sabadell, en rentrant à la 73e minute afin de remplacer Sergio Lozano.
Il joue son premier match avec l'équipe première le 20 septembre 2018, face au Rangers FC, lors de l'exercice 2018-2019 de la Ligue Europa, en remplaçant Nicola Sansone (match nul 2-2).

### En équipe nationale
Avec les moins de 17 ans, il participe à la Coupe d'Afrique des nations des moins de 17 ans en 2015. Le Nigeria se classe quatrième de cette compétition. Il dispute ensuite la même année la Coupe du monde de la catégorie organisée au Chili. Lors du mondial junior, il joue sept matchs. Il marque un doublé en phase de groupe face au pays organisateur, puis inscrit un but en huitièmes face à l'Australie. Il délivre également quatre passes décisives : deux en phase de groupe, une en quart face au Brésil, et enfin une dernière lors de la finale remportée face au Mali.
Il est pour la première fois appelé en sélection A en octobre 2018 par Gernot Rohr. Il est sur le banc de touche lors du match nul réalisé contre l'Afrique du Sud le 17 novembre. Il obtient sa première sélection le 20 novembre 2018, en match amical face à l'Ouganda, il joue la première mi-temps puis se fait remplacer par Samuel Kalu. 
Un an plus tard, il est convoqué pour disputer la Coupe d'Afrique des nations 2019. Les nigérians termineront troisième du tournoi en s'imposant durant la petite finale face à la Tunisie 1-0.
Deux années plus tard, Chukwueze est retenu pour participer à la coupe d'Afrique des nations 2021. Le Nigeria s'inclinera en huitièmes de finales face à cette même Tunisie (1-0).
Le 29 décembre 2023, il est retenu dans la liste des vingt-cinq joueurs nigérians sélectionnés par José Peseiro pour disputer la Coupe d'Afrique des nations 2023.

## Statistiques générales
| Saison                | Club                  | Championnat           | Championnat | Championnat | Championnat | Coupe(s) nationale(s) | Coupe(s) nationale(s) | Coupe(s) nationale(s) | Compétition(s) continentale(s) | Compétition(s) continentale(s) | Compétition(s) continentale(s) | Compétition(s) continentale(s) | Total | Total | Total |
| Saison                | Club                  | Division              | M.          | B.          | P.d.        | M.                    | B.                    | P.d.                  | Comp.                          | M.                             | B.                             | P.d.                           | M.    | B.    | P.d.  |
| 2018-2019             | Villarreal CF         | Liga                  | 26          | 5           | 2           | 3                     | 2                     | 0                     | C3                             | 9                              | 1                              | 1                              | 38    | 8     | 3     |
| 2019-2020             | Villarreal CF         | Liga                  | 37          | 3           | 5           | 4                     | 1                     | 1                     | -                              | -                              | -                              | -                              | 41    | 4     | 6     |
| 2020-2021             | Villarreal CF         | Liga                  | 28          | 4           | 3           | 1                     | 0                     | 1                     | C3                             | 11                             | 1                              | 5                              | 40    | 5     | 9     |
| 2021-2022             | Villarreal CF         | Liga                  | 27          | 3           | 3           | 2                     | 2                     | 0                     | C1                             | 9                              | 2                              | 0                              | 38    | 7     | 3     |
| 2022-2023             | Villarreal CF         | Liga                  | 37          | 6           | 6           | 4                     | 4                     | 2                     | C4                             | 9                              | 3                              | 3                              | 50    | 13    | 11    |
| Sous-total            | Sous-total            | Sous-total            | 155         | 21          | 19          | 14                    | 9                     | 4                     | -                              | 38                             | 7                              | 9                              | 207   | 37    | 32    |
| 2023-2024             | AC Milan              | Serie A               | 24          | 1           | 3           | 1                     | 0                     | 0                     | C1+C3                          | 4+4                            | 2+0                            | 0                              | 33    | 3     | 3     |
| 2024-2025             | AC Milan              | Serie A               | 26          | 3           | 2           | 3                     | 2                     | 0                     | C1                             | 7                              | 0                              | 1                              | 36    | 5     | 3     |
| Sous-total            | Sous-total            | Sous-total            | 50          | 4           | 5           | 4                     | 2                     | 0                     | -                              | 15                             | 2                              | 1                              | 69    | 8     | 6     |
| Total sur la carrière | Total sur la carrière | Total sur la carrière | 205         | 25          | 24          | 18                    | 11                    | 4                     | -                              | 53                             | 9                              | 10                             | 276   | 45    | 38    |

## Palmarès

### En club

#### Villarreal CF
- Vainqueur de la Ligue Europa en 2021

#### AC Milan
- Finaliste de la Coupe d'Italie en 2025

### En sélection

#### Nigeria -17 ans
- Vainqueur de la Coupe du monde des moins de 17 ans en 2015

#### Nigeria
- Finaliste de la Coupe d'Afrique des nations en 2023
- Troisième de la Coupe d'Afrique des nations en 2019

### Distinction personnelle
- Co-meilleur passeur de la Ligue Europa en 2021 (5 passes décisives)